# Bus à haut niveau de service du Grand Angoulême
Le bus à haut niveau de service du Grand Angoulême est un projet lancé depuis 2010. Il fut appelé Mobilix jusqu'en 2015, avant d'adopter le nom de BHNS Grand Angoulême. Son nom commercial, Möbius, fut dévoilé en avril 2018[réf. nécessaire].

## Descriptif du projet
Ce projet de bus à haut niveau de service couvrant l'agglomération d'Angoulême comprendra deux lignes, partant des principaux points cardinaux (d'ouest en est et du nord au sud), et qui traverseront le centre-ville. Sa mise en service, d'abord prévue pour 2019, est aujourd'hui prévue pour 2021 (finalement les délais ont été tenus, et les 2 lignes sont en service depuis septembre 2019, après des tests en août) . Une réorganisation du réseau de bus urbains est aussi prévue pour que les lignes de BHNS s'intègrent correctement aux autres lignes de bus, les correspondances sont donc celles des lignes actuelles et sont fortement susceptibles de changer.

### Types d'aménagement
La mention façade à façade (niveau 1) signifie que les bus se croisent sur des voies réservées l'un en face de l'autre.
La mention carrefours et stations (niveau 2) signifie que seuls les carrefours et les stations seront aménagés.
La mention stations uniquement (niveau 3) signifie que seules les stations seront aménagées.

## Avancement des travaux
Au 18 mars 2017, seuls les sondages archéologiques des arrêts du centre-ville ont été effectués.

## Ligne A
La ligne A compte 41 arrêts. Elle reliera l'arrêt "Gallands" de La Couronne à la "Cité scolaire" de Ruelle en passant par l'hôpital de Girac, le centre-ville d'Angoulême et la zone industrielle n°3.
La mention P+R signifie parking-relais.

### Tracé de la ligne
| Types d'aménagements   | Stations                               | Communes desservies | Accès                                                                       |
| ---------------------- | -------------------------------------- | ------------------- | --------------------------------------------------------------------------- |
| Stations uniquement    | Gallands                               | La Couronne         | Quartier résidentiel                                                        |
| Stations uniquement    | Halte Ferroviaire                      | La Couronne         | Halte ferroviaire de La Couronne / Centre-ville de La Couronne              |
| Stations uniquement    | Étang des Moines                       | La Couronne         | Zone d'habitation de l'Étang des Moines                                     |
| Stations uniquement    | Berlioz                                | La Couronne         | Zone d'habitation de l'Étang des Moines                                     |
| Stations uniquement    | Cimenterie                             | La Couronne         | Usine Lafarge                                                               |
| Stations uniquement    | Centre commercial                      | La Couronne         | Centre commercial Auchan / galerie marchande                                |
| Stations uniquement    | Chantemerle                            | La Couronne         | Zone commerciale Auchan La Couronne                                         |
| Stations uniquement    | Oisellerie                             | La Couronne         | Zone commerciale Auchan La Couronne / lycée agricole de l'Oisellerie / CDDP |
| Stations uniquement    | Université                             | Saint-Michel        | Centre universitaire de la Charente                                         |
| Façade à façade        | Centre Hospitalier d'Angoulême         | Saint-Michel        | Hôpital de Girac                                                            |
| Façade à façade        | Hôpital - P+R                          | Saint-Michel        | Hôpital de Girac / urgences / Parking relais "Hôpital"                      |
| Façade à façade        | STGA                                   | Angoulême           | Centre bus / commerces                                                      |
| Façade à façade        | Rabion - Vélodrome                     | Angoulême           | Commerces                                                                   |
| Façade à façade        | Sillac - Pergaud                       | Angoulême           | Lycée professionnel de Sillac / IUT                                         |
| Façade à façade        | Anguienne - Moulin des Dames           | Angoulême           | IUT d'Angoulême                                                             |
| Façade à façade        | Séminaire                              | Angoulême           | Quartier résidentiel                                                        |
| Carrefours et stations | Cathédrale                             | Angoulême           | Cathédrale Saint-Pierre / lycées d'Angoulême / musée d'Angoulême            |
| Carrefours et stations | Hôtel de ville                         | Angoulême           | Banque de France / Hôtel de ville                                           |
| Carrefours et stations | Franquin                               | Angoulême           | Marché couvert / rues piétonnes / commerces                                 |
| Carrefours et stations | Gambetta                               | Angoulême           |                                                                             |
| Façade à façade        | Gare SNCF                              | Angoulême           | Gare SNCF / gare routière / L'Alpha médiathèque                             |
| Façade à façade        | Mairat                                 | Angoulême           | Habitat collectif                                                           |
| Façade à façade        | Madeleine                              | Angoulême           | Quartier résidentiel                                                        |
| Carrefours et stations | Maréchal Juin                          | Angoulême           | Quartier résidentiel                                                        |
| Carrefours et stations | Épargne                                | L'Isle-d'Espagnac   | Zone Industrielle                                                           |
| Carrefours et stations | P+R nord                               | L'Isle-d'Espagnac   | Parking relais "Nord" / Zone industrielle                                   |
| Carrefours et stations | Écasseaux                              | L'Isle-d'Espagnac   | Quartier résidentiel                                                        |
| Carrefours et stations | Cifop                                  | L'Isle-d'Espagnac   | Campus CIFOP                                                                |
| Carrefours et stations | Allende                                | L'Isle-d'Espagnac   | Zone industrielle n°3                                                       |
| Carrefours et stations | Parc Expo-Carat                        | L'Isle-d'Espagnac   | Parc des expositions / Espace Carat                                         |
| Stations uniquement    | Jean Antoine                           | Ruelle-sur-Touvre   | Quartier résidentiel                                                        |
| Stations uniquement    | Oasis                                  | Ruelle-sur-Touvre   | Quartier résidentiel                                                        |
| Stations uniquement    | PN Ruelle                              | Ruelle-sur-Touvre   | Quartier résidentiel                                                        |
| Stations uniquement    | Fonderies                              | Ruelle-sur-Touvre   | Fonderie de Ruelle / DCNS                                                   |
| Stations uniquement    | Wilson                                 | Ruelle-sur-Touvre   | Quartier résidentiel                                                        |
| Stations uniquement    | Les Ormeaux                            | Ruelle-sur-Touvre   | Quartier résidentiel                                                        |
| Carrefours et stations | Marie Curie                            | Ruelle-sur-Touvre   | Quartier résidentiel                                                        |
| Carrefours et stations | Langevin (vers Ruelle uniquement)      | Ruelle-sur-Touvre   | Quartier résidentiel                                                        |
| Stations uniquement    | Cité HLM (vers La Couronne uniquement) | Ruelle-sur-Touvre   | Quartier résidentiel                                                        |
| Stations uniquement    | Faraday - Descartes                    | Ruelle-sur-Touvre   | Quartier résidentiel                                                        |
| Carrefours et stations | Ruelle Cité scolaire                   | Ruelle-sur-Touvre   | Collège Norbert-Casteret / Lycée professionnel Jean-Caillaud                |

## Ligne B
La ligne B compte 42 arrêts. Elle reliera le centre commercial des Quatre Routes ou l'ancienne gare de Saint-Michel au lycée professionnel Jean-Albert-Grégoire en passant par l'habitat collectif Basseau-Grande Garenne, le Champ de Mars et l'habitat collectif du Champ-de-Manœuvres.
La mention P+R signifie parking-relais.
Les arrêts "Saint-Michel Voie ferrée" "Daras" et "Basseau" font partie d'un terminus alternatif.

### Tracé de la ligne
| Types d'aménagements   | Stations                     | Communes desservies | Accès                                                                               |
| ---------------------- | ---------------------------- | ------------------- | ----------------------------------------------------------------------------------- |
| Stations uniquement    | Linars                       | Linars              | Centre commercial des Quatre Routes                                                 |
| Stations uniquement    | Les Hays                     | Linars              | Quartier résidentiel                                                                |
| Stations uniquement    | Les Brandes                  | Linars              | Quartier résidentiel                                                                |
| Stations uniquement    | La Touche                    | Angoulême           | Quartier résidentiel                                                                |
| Stations uniquement    | Badoris                      | Angoulême           | Quartier résidentiel                                                                |
| Stations uniquement    | Pont de Basseau              | Angoulême           | Quartier résidentiel                                                                |
| Stations uniquement    | Voie Ferrée                  | Angoulême           | Quartier résidentiel                                                                |
| Stations uniquement    | Cimetière 3 Chênes           | Angoulême           | Stade des Trois-Chênes / Quartier résidentiel                                       |
| Façade à façade        | P+R 3 Chênes                 | Angoulême           | Parking-relais des Trois Chênes / Quartier résidentiel                              |
| Stations uniquement    | Saint-Michel Gare            | Saint-Michel        | Quartier résidentiel                                                                |
| Stations uniquement    | Daras                        | Angoulême           | Habitat collectif Basseau                                                           |
| Façade à façade        | Basseau                      | Angoulême           | Habitat collectif Basseau                                                           |
| Façade à façade        | Espoir                       | Angoulême           | Habitat collectif Grande Garenne                                                    |
| Façade à façade        | Grande Garenne               | Angoulême           | Habitat collectif Grande Garenne                                                    |
| Carrefours et stations | Schweitzer                   | Angoulême           | Habitat collectif Grande Garenne                                                    |
| Carrefours et stations | Pajot (IUT)                  | Angoulême           | Quartier résidentiel                                                                |
| Façade à façade        | Sillac - Pergaud             | Angoulême           | Lycée professionnel de Sillac / IUT / Quartier résidentiel                          |
| Façade à façade        | Anguienne - Moulin des Dames | Angoulême           | IUT / Quartier résidentiel                                                          |
| Façade à façade        | Séminaire                    | Angoulême           | Quartier résidentiel                                                                |
| Carrefours et stations | Cathédrale                   | Angoulême           | Cathédrale Saint-Pierre / lycées d'Angoulême / musée d'Angoulême                    |
| Carrefours et stations | Hôtel de Ville               | Angoulême           | Hôtel de ville / théâtre / Banque de France / rues piétonnes                        |
| Carrefours et stations | Franquin                     | Angoulême           | Espace Franquin / rues piétonnes                                                    |
| Carrefours et stations | Champ de Mars                | Angoulême           | Galerie Champ de Mars / Hôtel de police / cinéma                                    |
| Carrefours et stations | Sécurité Sociale             | Angoulême           | Sécurité sociale                                                                    |
| Carrefours et stations | Bussatte                     | Angoulême           | Caserne du RIMA                                                                     |
| Carrefours et stations | Chabasse - Armée             | Angoulême           | Caserne du RIMA                                                                     |
| Carrefours et stations | Chanzy                       | Angoulême           | Caserne du RIMA                                                                     |
| Carrefours et stations | Place de l'Octroi            | Soyaux              | Habitat collectif Champ-de-Manœuvres                                                |
| Stations uniquement    | Ravel                        | Soyaux              | Habitat collectif Champ-de-Manœuvres                                                |
| Stations uniquement    | Rousseau                     | Soyaux              | Habitat collectif Champ-de-Manœuvres                                                |
| Stations uniquement    | Rolland                      | Soyaux              | Habitat collectif Champ-de-Manœuvres                                                |
| Stations uniquement    | Champ de Manœuvres           | Soyaux              | Habitat collectif Champ-de-Manœuvres                                                |
| Stations uniquement    | Lorraine                     | Soyaux              | Quartier résidentiel                                                                |
| Stations uniquement    | Marché Petit                 | Soyaux              | Commerces / Quartier résidentiel                                                    |
| Stations uniquement    | Mairie                       | Soyaux              | Mairie de Soyaux / Quartier résidentiel                                             |
| Stations uniquement    | Echaliers                    | Soyaux              | Commerces / Quartier résidentiel                                                    |
| Stations uniquement    | Soyaux la Mothe              | Soyaux              | Zone commerciale de la Jaufertie / Centre clinical de Soyaux / Quartier résidentiel |
| Stations uniquement    | Croix Blanche                | Soyaux              | Zone commerciale de la Croix Blanche                                                |
| Stations uniquement    | Centre Commercial            | Soyaux              | Centre commercial Carrefour Rendez-Vous Soyaux                                      |
| Stations uniquement    | Épagnac                      | Soyaux              | Zone Commerciale                                                                    |
| Stations uniquement    | Effamiers                    | Soyaux              | Cimetière des Effamiers                                                             |
| Stations uniquement    | Lycée professionnel Grégoire | Soyaux              | Lycée professionnel Jean-Albert-Grégoire                                            |

## Parcs relais
Le projet prévoit également la création de parcs relais aux principales stations qui desservent des établissements publics. Ces futurs pôles d'échanges permettent de laisser la voiture et de se déplacer sur l'ensemble de l'agglomération d'Angoulême en transport en commun.
Des parkings-relais seront créés au niveau du centre hospitalier d'Angoulême, du stade des Trois Chênes, de la zone économique Hugo ZI n°3 ainsi que du Parc des expositions.

## Matériel roulant
Le Grand Angoulême a prévu un investissement de 8,5 millions d'euros pour l'acquisition de 25 autobus standards et articulés, des Heuliez Bus GX Linium hybrides diesel/électrique
Les autobus seront équipés de SAEIV (Système d'aide à l'exploitation et d'information voyageur) ainsi que d'une nouvelle billétique pour un coût de 11 millions d'euros. Un système intégré au SAEIV permettra un déclenchement du feu au passage du bus pour lui faire gagner du temps.
Les autobus des deux lignes BHNS seront décorés de couleur rouge bordeaux avec des formes ressemblant à des origamis.